# レインボーチャンネル
レインボーチャンネル（RainbowChannel）は、日活株式会社が運営する成人向けの衛星放送チャンネル。

## 概要
- 1990年2月開始から衛星配信を始めた日本における衛星アダルトチャンネルの創始者[1]。
- CSアナログ通信形式での番組配信で、松下電器産業が開発したM方式スクランブルが掛けられていたが番組開始前のカラーバーとオープニングとクロージングだけはノンスクランブルだった。番組の送出と衛星へのアップリンクは東京都調布市「日活撮影所」内に在ったNEST(日活地球局)から行われていた。
- M方式スクランブルは非常に秘匿性が高く、M方式スクランブルデコーダ内蔵CS通信チューナ（M-IRD）、若しくはM方式スクランブルデコーダを別途用意し、日活と受信契約を締結しないと、音声は雑音。画面には同期の取れない盛大な白黒ノイズが映し出され、番組内容の判断は全く不可能であった。
- 主に新人女優の最新作や熟女モノ、素人モノなどの新作を配信している（新作は毎月20タイトル程度）。
- 番組の傾向としては、ソフトタッチなノーマル路線のアダルト作品が大半を占める。ただし、日活ロマンポルノについては、現在[いつ?]は放送されていない。
- 成人向けチャンネルであるため、視聴申し込みにあたっては、20歳以上であることを証明することができる、運転免許証または健康保険証のコピーの提出と、年齢制限該当者が視聴できないようにするための措置を取ることが義務付けられている。

## 関連放送局
日活が運営している別の放送局として、以下の2つのチャンネルがある。
- 映画・ドラマ・アニメチャンネルの「チャンネルNECO」[2]
- アダルトPPV専門チャンネルの「CINEMA-R」